# Bùi Tuấn (Bắc Ngụy)
Bùi Tuấn (chữ Hán: 裴骏, ? – 468), tên tự là Thần Câu, tên lúc nhỏ là Bì, người huyện Văn Hỷ, quận Hà Đông , là quan viên nhà Bắc Ngụy trong lịch sử Trung Quốc.

## Thân thế
Họ Bùi ở Văn Hỷ, Hà Đông từ đời Ngụy – Tấn về sau là sĩ tộc cấp cao; cha của Tuấn là Bùi Song Thạc, ban đầu làm Lệnh của bản huyện, về sau thăng đến Kiến uy tướng quân, Hằng Nông thái thú, An Ấp tử, được tặng Bình nam tướng quân, Đông Ung Châu thứ sử, Văn Hỷ hầu.

## Thiếu thời
Tuấn từ nhỏ thông minh, dáng vẻ khác thường, được người đời gọi là “thần câu” (ngựa non của thần), nhân đó lấy làm tên tự. Đến khi trưởng thành, Tuấn đọc khắp kinh sử, giỏi làm văn, tính ngay thẳng biết kềm chế. Lại có lễ độ, được người nơi quê nhà kính trọng.

## Sự nghiệp
Cái Ngô khởi nghĩa ở Quan Trung, người Phần Âm là Tiết Vĩnh Tông tập hợp lực lượng để hưởng ứng, cướp phá các huyện, kéo đến Văn Hỷ. Bấy giờ huyện không có binh lực, lòng người sợ hãi, huyện lệnh hoang mang, không có kế gì. Tuấn đang ở nhà, nghe tin, bèn khích lệ cường hào đồng hương rằng: “Theo Lễ, vua cha gặp nguy, tôi con liều mình. Phủ huyện nay bị giặc uy hiếp, đây là lúc chúng ta tuẫn tiết. Các anh làm sao tránh được!?” Bọn cường hào đều hăng hái xin đi, Tuấn bèn chọn ra vài trăm người kiêu dũng cưỡi ngựa lên đường. Nghĩa quân nghe tin cứu binh đến, bèn lui chạy. Thứ sử khen ngợi, dâng biểu thuật lại; đến khi Bắc Ngụy Thái Vũ đế thân chinh trấn áp Cái Ngô, gọi Tuấn vào gặp, ông trần tình rằng đó là việc nên làm, lời lẽ khéo léo và hợp lý. Thái Vũ đế rất hài lòng, nói với Thôi Hạo rằng: “Bùi Tuấn có tài giúp đời, lại còn trung nghĩa đáng khen.” Đế bèn bổ Tuấn làm Trung thư bác sĩ.
Thôi Hạo cũng rất coi trọng Tuấn, đánh giá ông là lãnh tụ của Tam Hà. Tuấn được chuyển làm Trung thư thị lang. Sứ giả Lưu Tống là Minh Tăng Đạo đến, triều đình cho rằng Tuấn có tài năng và học thức, bèn lấy ông làm Giả cấp sự trung, Tán kỵ thường thị, ở biên cảnh tiếp đón Tăng Đạo.
Năm Hoàng Hưng thứ 2 (468), Tuấn mất, được tặng Bình nam tướng quân, Tần Châu thứ sử, Văn Hỷ hầu, thụy là Khang.

## Hậu nhân
Tuấn có ba con trai và ba con gái. Ba con trai là Tu, Vụ và Tuyên. Tu, Tuyên, sử cũ có truyện.
Vụ tự Dương Nhân, từ nhỏ thông minh, từ nhỏ thông minh, đến khi trưởng thành được cử Tú tài, rồi được châu vời làm Chủ bộ. Vụ mất sớm, con Vụ là Mỹ, tự Sư Bá, được bác cả Bùi Tu chăm sóc, đến khi trưởng thành còn được chia đất đai, nô tỳ. Mỹ từ nhỏ đã có tiếng tốt, cũng được cử Tú tài, rồi được châu vời làm Chủ bộ. Người Hàm Dương là Vương Nhã yêu mến, muốn gả con gái, nhưng Mỹ cự tuyệt. Về sau Mỹ được trừ chức Phụng triều thỉnh, cũng mất sớm, không có con.